# ملیس اوزچیودم
ملیس اوزچیودم (انگلیسی: Melis Özçiğdem؛ زادهٔ ۲۶ اکتبر ۱۹۸۲) بازیکن فوتبال اهل ترکیه است.